# The Book of Love (песня)
The Book of Love (с англ. — «Книга любви»; иногда встречается вариант «(Who Wrote) The Book of Love») — композиция американского вокального секстета The Monotones, сочетающая в себе элементы рок-н-ролла и ду-вопа. Была сочинена тремя членами группы: Уорреном Дэвисом, Джорджем Мелоуном и Чарльзом Патриком.
Идея песни возникла у солиста группы, Чарльза Патрика, после того как он услышал по радио рекламу зубной пасты Pepsodent, в которой звучал отрывок «wonder where the yellow went» — он вдохновил Патрика на создание строчки «I wonder, wonder, wonder who, who wrote the book of love», которую он, вместе с Дэвисом и Мелоуном, доработал до полноценной песни. Перкуссия мелодии была вдохновлена звуками бьющего мячом по гаражу ребёнка, во время репетиции музыкантов.
В сентябре 1957 года The Monotones записали «The Book of Love» в студии, она была выпущена на местном лейбле Mascot в декабре того же года. Небольшая звукозаписывающая компания не смогла справиться большой популярностью сингла, и в феврале 1958 года он был переиздан на дочернем лейбле фирмы Chess Records — Argo. Композиция добралась до 5-й строчки в американском поп-чарте Billboard Hot 100 и заняла 3-е место в ритм-энд-блюзовом хит-параде. Помимо этого, композиция отметилась на 5-й позиции австралийского синглового чарта.

## Кавер-версии
- В Великобритании кавер-версия песни была записана группой The Mudlarks[англ.], добившись большой популярности среди местной публики.
- В 1985 году песня была перепета группой The Four Seasons для их альбома Streetfighter.
- В 1990 году Бен Кинг и Бо Диддли, совместно с Дагом Лэйзи[англ.], записали обновленную рэп-версию «The Book of Love» для саундтрека к одноимённому фильму[англ.].

## В популярной культуре
- Эта песня была исполнена рок-н-ролльной группой Sha Na Na на фестивале Вудсток в 1969 году.
- «The Book of Love» упоминается в текстах песен «American Pie» певца Дона Маклина и «Rock and Roll» группы Led Zeppelin.
- Песня фигурирует в саундтреках нескольких фильмов, включая «Американские граффити» (1973), «Кристина» (1983), «Останься со мной» (1986), «Новый мир»[англ.] (1995), а также в видеоигре Mafia II.
- Синти-поп-группа Book Of Love[англ.] получила название в честь этой песни за её образность и романтические коннотации.